# Yoshinobu Kanemaru
 (août 2010).
Yoshinobu Kanemaru (金丸義信, Kanemaru Yoshinobu) est un catcheur japonais, qui catche actuellement à la New Japan Pro Wrestling.

## Carrière

### All Japan Pro Wrestling (1996-2000)
Kanemaru débute en 1996 à la All Japan Pro Wrestling, lorsque Giant Baba est encore le patron. Il obtient sa première victoire notable en 1997 en équipe avec Koji Kanemoto face à Satoru Sayama, original Tiger Mask, et son disciple de la Michinoku Pro Wrestling Tiger Mask IV. 
À la mort de Baba en 1999, Kanemaru quitte la promotion. En 2000,  Misawa rompt avec la AJPW pour créer la Noah. Kanemaru est le premier champion a remporter les ceintures WEW tag team title, avec Masao Inoue.

### Pro Wrestling Noah (2001-2013)
Il fait ses débuts lors de Departure, avec Masao Inoue pour perdre contre Kentaro Shiga et Naomichi Marufuji.
En 2001, Kanemaru change de costume et de comportement. Du Bermuda et des bottes il passe aux jambières et au pantalon collant, et change de technique en prenant plus de risque dans des voltiges. Kanemaru remporte le tournoi pour désigner le nouveau et premier GHC Junior Heavyweight Championship. Il remportera une seconde fois le titre en battant Jushin Liger. Il fait alors équipe avec Tsuyoshi Kikuchi et remporte les ceintures IWGP Junior Heavyweight Tag Team Championship, et avec Takashi Sugiura gagne les ceintures GHC Junior Heavyweight Tag Team Championship, deux fois. Sa victoire sur le titre NJPW permet de créer un titre équivalent à la Noah.

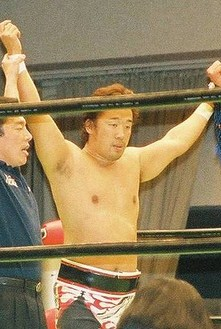
Kanemaru en 2007

En 2008, Kanemaru et Takashi Sugiura décide de prendre des voies différentes, Sugiura rejoint la heavyweight division. Kanemaru convainc Kotaro Suzuki de quitter son ami et partenaire Ricky Marvin et de s'attaquer aux champions Jr. Heavyweights  KENTA et Taiji Ishimori. La nouvelle équipe remportent les ceintures en deux semaines, lorsque Kanemaru fait le tomber sur KENTA après son « Touch-Out » brainbuster.
Lors de ROH The Tokyo Summit, il perd son titre contre Bryan Danielson.
Lors de Great Voyage 2012 In Nagoya, il conserve son titre contre Atsushi Kotoge. Le 22 juillet, il conserve son titre contre Christopher Daniels. Lors de Shiny Navigation 2012 Nuit 8, il conserve son titre contre Super Crazy. Le 29 septembre 2012, il perd le titre contre Shūji Kondō.

### Retour à la All Japan Pro Wrestling (2013-2015)
Le 26 janvier 2013, lui, Atsushi Aoki, Jun Akiyama, Kotarō Suzuki et Gō Shiozaki, qui avaient tous quitter la NOAH dans le même temps, ont annoncé qu'ils avaient rejoint la All Japan Pro Wrestling, ils forment le clan « Burning ». Le 23 février, il apporte à Burning son premier titre, quand il bat Shūji Kondō pour le AJPW World Junior Heavyweight Championship. Le 11 mai, il fait un retour d'une nuit à la NOAH en prenant part au match de retraite de Kenta Kobashi, où lui, Gō Shiozaki, KENTA et Maybach Taniguchi perdent contre Kenta Kobashi, Jun Akiyama, Keiji Mutō et Kensuke Sasaki. Le 5 juillet, à la suite d'un exode de masse dirigé par Keiji Mutō, il a été annoncé que lui et le reste de Burning avait signé un contrat d'exclusivité avec la promotion. Le 17 mars, il conserve son titre contre Kaz Hayashi. Le 26 avril, il conserve son titre contre SUSHI. Le 15 décembre, il perd son titre contre Último Dragón. 
Le 26 janvier 2014, lui et Jun Akiyama battent Atsushi Aoki et Kotarō Suzuki et remportent les AJPW All Asia Tag Team Championship. Le 29 avril ils perdent leur titres contre Keisuke Ishii et 
Shigehiro Irie de la Dramatic Dream Team. 
Le 22 mars 2015, lui et Último Dragón battent Mitsuya Nagai et Takeshi Minamino et remportent les AJPW All Asia Tag Team Championship.

### Retour à la Pro Wrestling Noah et Suzuki-gun (2016)
En Janvier 2016, il retourne à la Pro Wrestling Noah, il forme d'abord un partenariat avec Go Shiozaki, avant de se retourner contre lui le 31 janvier et de rejoindre le groupe Suzuki-gun. Le 24 février, il bat Taiji Ishimori et remporte le GHC Junior Heavyweight Championship pour la septième fois. Le 28 mai, il conserve son titre contre Hitoshi Kumano. Le 24 juin, lors d'un spectacle produit par ses coéquipiers de Suzuki-gun Taichi et Taka Michinoku, il est  l'un des deux gagnants d'un four-man round-robin tournament et remporte une place dans le Super J-Cup 2016 de la New Japan Pro Wrestling. Le 20 juillet, il bat Bushi dans son match de premier tour. Le 21 août, il bat Ryusuke Taguchi dans son match de second tour puis Matt Sydal en demi - finale avant de perdre contre l'IWGP Junior Heavyweight Champion Kushida en finale du tournoi. Le 25 août, il conserve son titre contre Kenoh. Le 23 septembre, il perd le titre contre Atsushi Kotoge.

### New Japan Pro Wrestling (2017-...)

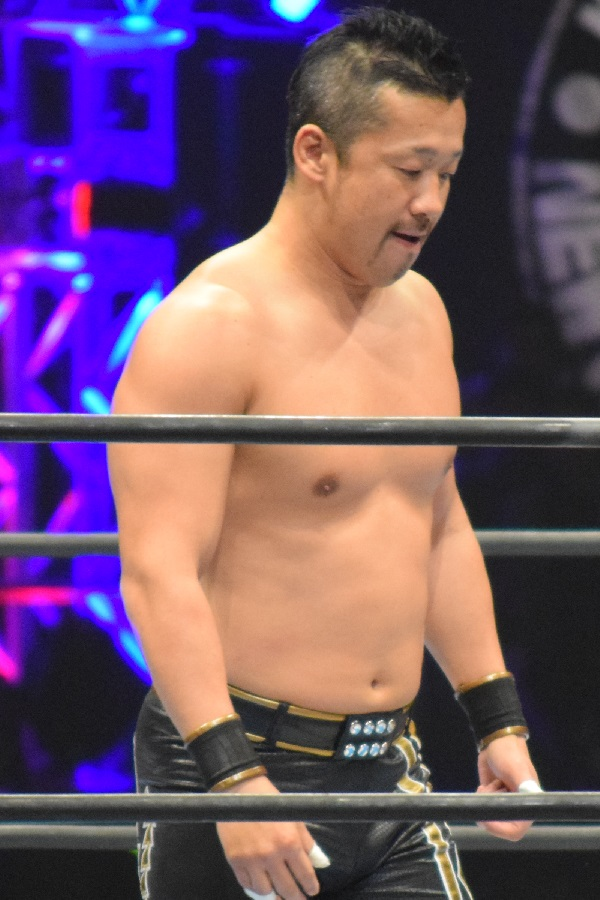
Kanemaru en février 2017

Le 5 janvier 2017, lui et les autres membres de Suzuki-gun retournent à la New Japan Pro Wrestling. Lors de The New Beginning in Sapporo, lui et El Desperado battent Hirai Kawato et Kushida. Le 6 mars, lui et Taichi battent Roppongi Vice (Baretta et Rocky Romero) et remportent les IWGP Junior Heavyweight Tag Team Championship. Lors de Sakura Genesis 2017, ils conservent leur titres contre Gedo et Jado. Le 27 avril, ils perdent les titres contre Roppongi Vice. Lors de Dominion 6.11, lui, Taichi et Zack Sabre, Jr. perdent au profit de Los Ingobernables de Japón (Bushi, Evil et Sanada) dans un Gauntlet match et ne remportent pas les NEVER Openweight 6-Man Tag Team Championship.
Lors de 46th Anniversary Show, lui et El Desperado battent Roppongi 3K (Sho et Yoh) et Los Ingobernables de Japón (Bushi et Hiromu Takahashi) dans un Three Way Match et remportent les IWGP Junior Heavyweight Tag Team Championship. Lors de Sakura Genesis 2018, ils conservent les titres contre Roppongi 3K et Los Ingobernables de Japón. Lors de King of Pro Wrestling 2018, ils conservent les titres contre Tiger Mask IV et Jushin "Thunder" Liger. Du 16 octobre au 3 novembre, ils participent au Super Jr. Tag League (2018), où ils terminent la ronde avec 10 points (cinq victoires et deux défaites) se qualifiant donc pour la finale du tournoi. Lors de Power Struggle (2018), ils perdent en finale contre Roppongi 3K dans un Three Way Match qui comprenaient également Los Ingobernables de Japón (Bushi et Shingo Takagi) et ne remportent donc pas le tournoi[réf. nécessaire]. Lors de Wrestle Kingdom 13, ils perdent leur titres contre Los Ingobernables de Japón (Bushi et Shingo Takagi)  dans un Three Way Match qui comprenaient également Roppongi 3K qui mettent fin à leur 304 jours de règnes.
Le 11 septembre, lui et El Desperado battent Los Ingobernables de Japón (Bushi et Hiromu Takahashi) en finale d'un tournoi et remportent les vacants IWGP Junior Heavyweight Tag Team Championship pour la deuxième fois. Le 1er novembre, ils consrvent les titres contre Los Ingobernables de Japón (Bushi et Hiromu Takahashi).
Le 23 janvier 2021, ils perdent les titres contre Bullet Club (El Phantasmo et Taiji Ishimori). Le 25 février, ils battent Bullet Club (El Phantasmo et Taiji Ishimori) et remportent les IWGP Junior Heavyweight Tag Team Championship pour la troisième fois.
Le 17 août, ils battent Bullet Club (El Phantasmo et Taiji Ishimori) en finale du Super Jr. Tag League pour remporter le tournoi,.
Lors de Dominion 6.12 in Osaka-jo Hall, lui, El Desperado et Zack Sabre, Jr. perdent contre House Of Torture (Evil, Yujiro Takahashi et Sho) et ne remportent pas les NEVER Openweight 6-Man Tag Team Championship.

### Just 5 Guys (2023)
Le 5 janvier 2023, il décide avec Taichi, Taka Michinoku et Douki de former un nouveau clan du nom de Just 4 Guys,. Lors de The New Beginning In Sapporo 2023 - Tag 1, lui et Douki perdent contre Catch 2/2 (TJP et Francesco Akira) et ne remportent pas les IWGP Junior Heavyweight Tag Team Championship.
Lors de All Together Again, lui, Sanada et Taka Michinoku perdent contre Good Looking Guys (Jake Lee, Tadasuke et Yo-Hey).

## Palmarès
- All Japan Pro Wrestling
  - 1 fois AJPW World Junior Heavyweight Championship
  - 2 fois AJPW All Asia Tag Team Championship avec Jun Akiyama (1), et Último Dragón (1)

- New Japan Pro Wrestling
  - 6 fois IWGP Junior Heavyweight Tag Team Championship avec Tsuyoshi Kikuchi (1), Taichi (1), et El Desperado (4)
  - Super Jr. Tag League (2021) avec El Desperado

- Power Slam
  - PS 50 : 2002/16, 2004/24, 2005/21

- Pro Wrestling Illustrated
  - Classé 120e des 500 meilleurs catcheurs en 2006

- Pro Wrestling Noah
  - 7 fois GHC Junior Heavyweight Championship
  - 4 fois GHC Junior Heavyweight Tag Team Championship avec Takashi Sugiura (2), Kotarō Suzuki (1) et KENTA (1)

- World Entertainment Wrestling
  - 1 fois WEW World Tag Team Championship avec Masao Inoue

## Récompenses des magazines
- Pro Wrestling Illustrated

| Année | 2006 | 2007       | 2008 | 2009 | 2010       | 2011 | 2012 | 2013 | 2014 | 2015 |
| ----- | ---- | ---------- | ---- | ---- | ---------- | ---- | ---- | ---- | ---- | ---- |
| Rang  | 120  | Non classé | 174  | 337  | Non classé | 168  | 182  | 161  | 250  | 319  |
| Année | 2016 | 2017       |      |      |            |      |      |      |      |      |
| Rang  | 223  | 305        |      |      |            |      |      |      |      |      |